# Protestantse Kerk (Eijsden)
De Protestantse kerk Eijsden is een kerkgebouw in Eijsden, in de Nederlands Zuid-Limburgse gemeente Eijsden-Margraten. Het kerkgebouw is gesitueerd in het oude monumentale centrum van Eijsden op de hoek van het kruispunt van de Diepstraat en de Wilhelminastraat. Het gebouw wordt omgeven door een tuin.
In 1906 werd het kerkje gebouwd door J.M. Odinot voor de toenmalige Hervormde Gemeente. Het is een vrijstaand eenbeukig gebouw op een rechthoekige plattegrond met een toren aan de straatzijde die in de frontgevel geplaatst is. Het kerkje heeft elementen van neogotiek (ramen) en is opgetrokken uit baksteen en hardsteen. Het kerkje inclusief de toren is afgedekt met leien in maasdekking, met een zadeldak (schip) en een tentdak (toren). De ingang van het kerkgebouw bevindt zich onder de toren. Het tentdak heeft kleine kapelletjes.
Van binnen is het kerkgebouw voorzien van diverse zachte kleuren.
In 2007 is het interieur gerenoveerd en in 2015 is het gebouw gerestaureerd. Het gebouw is een rijksmonument.

## De kerk in de loop der jaren

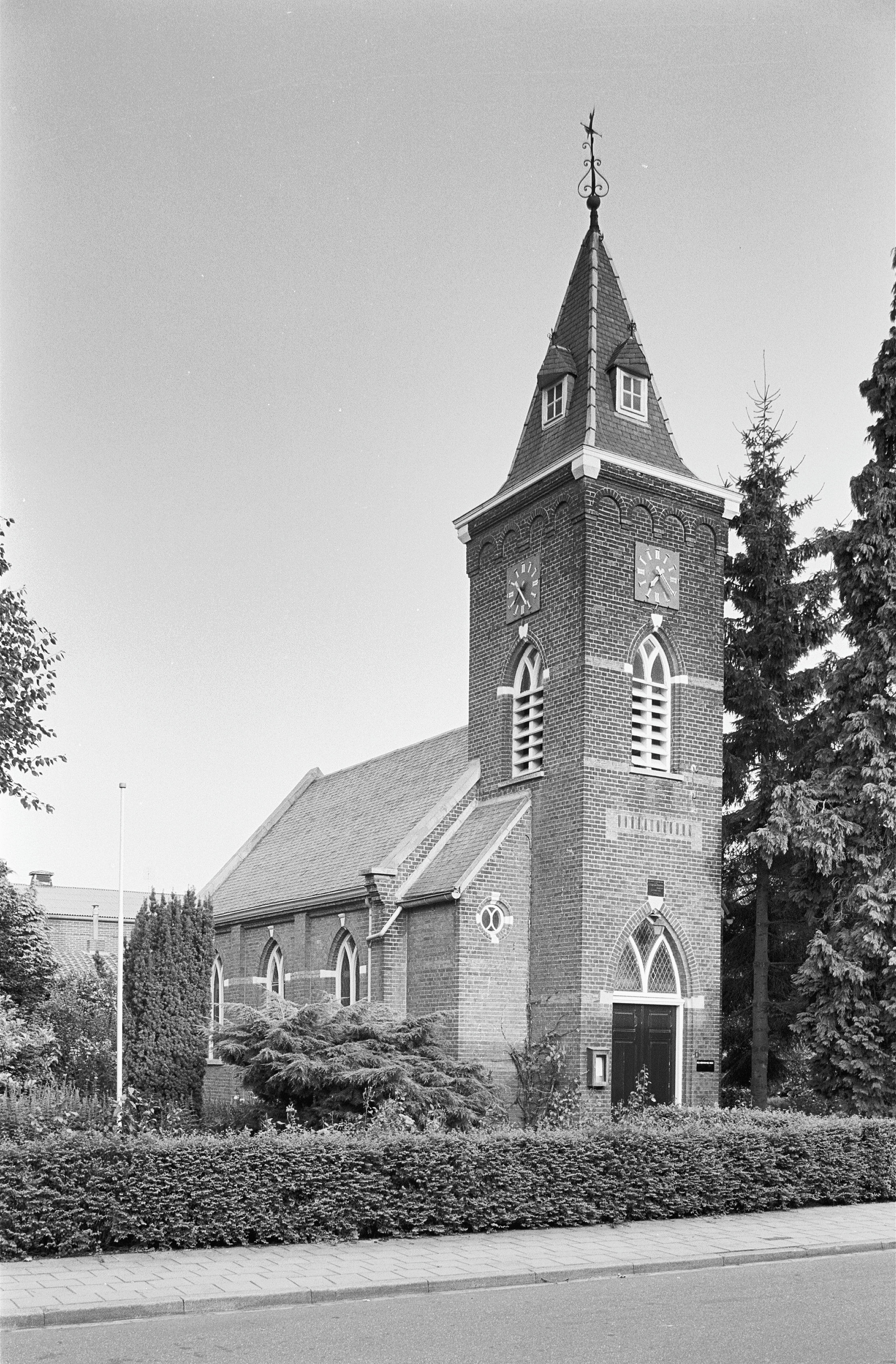
Augustus 1981
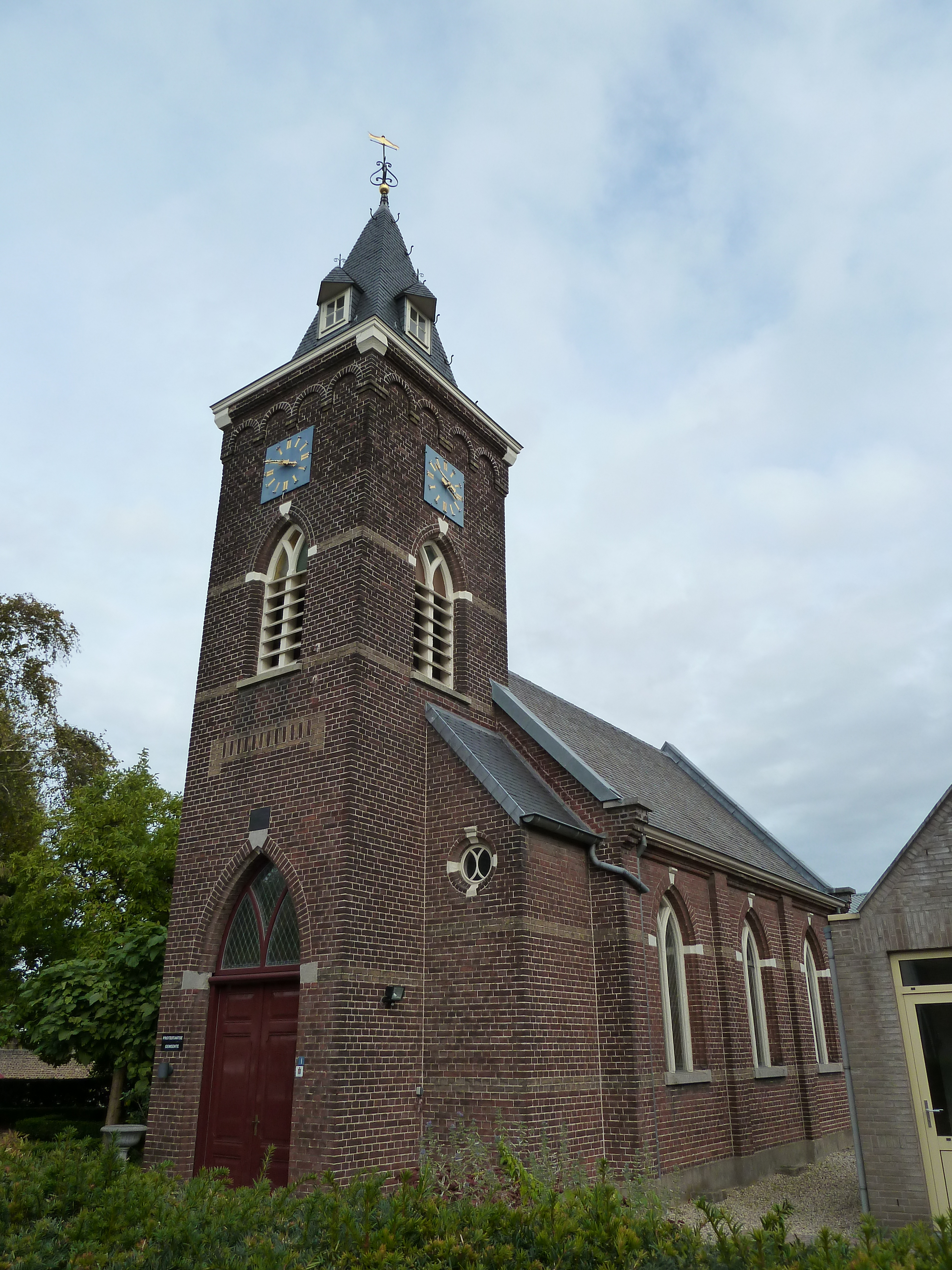
Oktober 2010
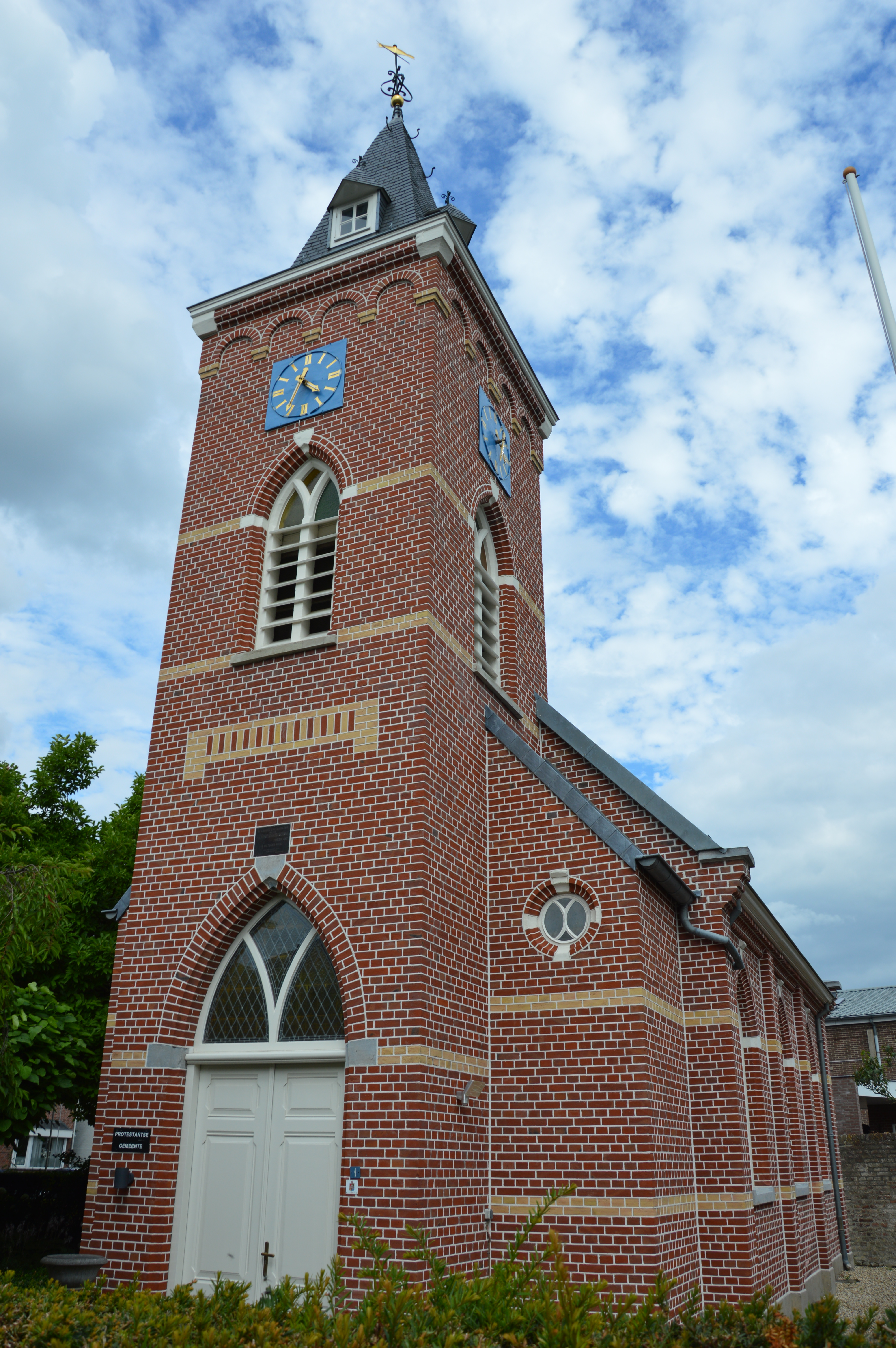
Juli 2016